# Instytut Polski w Wiedniu
Instytut Polski w Wiedniu (niem. Polnisches Institut Wien) – polska placówka kulturalna w stolicy Austrii podlegająca Ministerstwu Spraw Zagranicznych RP.

## Instytut
Instytut został założony 5 czerwca 1974 na podstawie „Umowy między Polską Rzecząpospolitą Ludową a Republiką Austrii o współpracy kulturalnej i naukowej” z 14 czerwca 1972. Głównym jego zadaniem jest wypełnianie zadań z zakresu dyplomacji publicznej, tj. utrzymywanie dobrych stosunków społecznych, naukowych i kulturalnych między Polską a Austrią. 
Instytut organizuje wystawy, koncerty, pokazy filmów, promocje książek, przekłady książek, koordynuje wymianę naukową i kulturową. Celem Instytutu jest poszerzanie wiedzy na temat Polski: kultury, sztuki, nauki, historii, gospodarki, polityki, socjologii. W Instytucie znajduje się ogólnodostępna biblioteka. Wśród 16 tys. woluminów są polska beletrystyka w wydaniach oryginalnych i tłumaczeniach, płyty CD oraz DVD z polskimi filmami fabularnymi i dokumentalnymi, gazety, czasopisma oraz materiały informacyjne na temat Polski w formie folderów i broszur.
Od początku istnienia placówka znajduje się pod adresem Am Gestade 7.

## Dyrektorzy
- 1974 – Mieczysław Kłos
- 1974–1979 – Jerzy Passendorfer
- 1979–1982 – Jerzy Solecki
- 1982–1986 – Włodzimierz Gierłowski
- 1986–1990 – Bolesław Faron
- 1990–1995 – Marian Bizan
- 1995–1997 – Ewa Lipska
- 1997–2004 – Jacek Buras
- 2004–2005 – Cezary Kruk
- 2005–2010 – Małgorzata Grudzińska
- 2010–2014 – Justyna Golińska
- 2014–2016 – Wojciech Więckowski[5]
- 2016–2022 – Rafał Sobczak[6]
- 2022–2024 – Monika Szmigiel-Turlej[7]
- od 2025 – Jolanta Miśkowiec